# Kvarndammen (Skatelövs socken, Småland)
Kvarndammen är en sjö i Alvesta kommun i Småland och ingår i Mörrumsåns huvudavrinningsområde.